# ویلووو (تیتل)
ویلووو (به صربی: Vilovo) یک منطقهٔ مسکونی در صربستان است که در Titel Municipality واقع شده‌است. ویلووو ۲۶٫۲ کیلومتر مربع مساحت و ۱٬۰۹۰ نفر جمعیت دارد و ۱۱۶ متر بالاتر از سطح دریا واقع شده‌است.